# Badman's Territory
Badman's Territory é um filme estadunidense de 1946, do gênero faroeste, dirigido por Tim Whelan e estrelado por Randolph Scott e George 'Gabby' Hayes.

## A produção
Quando a Universal começou a usar, com sucesso, mais de um monstro em cada um de seus filmes de terror (Frankenstein Meets the Wolf Man, 1943, foi um deles), a RKO resolveu renovar seus faroestes B e colocou o astro Randolph Scott frente a frente com a gangue dos Dalton, Jesse e Frank James, Sam Bass e Belle Starr. E ainda ladrões de cavalos, serpentes e índios enfurecidos.
O resultado foi artificial e episódico, mas o público aprovou e o filme foi um dos grandes sucessos do ano, com lucros de $557,000, em valores da época. Com isso, a fórmula foi repetida várias vezes, não só pela RKO como também por outros estúdios.

## Sinopse
O delegado federal Mark Rowley sai à procura de seu irmão e ajudante John, e acaba em uma cidade sem lei, em um território que não faz parte dos EUA e onde, portanto, ele não tem nenhuma jurisdição. A princípio tudo corre bem, porém ele acaba defrontando-se com bandidos lendários, como Bob, Grat e Bill Dalton, Jesse James e o irmão Frank e muitos outros facínoras. Mas ele não está só, já que recebe a ajuda do famoso e destemido The Coyote Kid.

## Elenco
| Ator/Atriz                     | Personagem              |
| ------------------------------ | ----------------------- |
| Randolph Scott                 | Mark Rowley             |
| George 'Gabby' Hayes           | The Coyote Kid          |
| Ann Richards                   | Henryetta Alcott        |
| Ray Collins                    | Coronel Farewell        |
| James Warren                   | Delegado John Rowley    |
| Morgan Conway                  | Capitão Bill Hampton    |
| Virginia Sale                  | Meg                     |
| John Halloran                  | Hank McGee              |
| Andrew Tombes                  | Doc Quillan / Doc Grant |
| Richard Hale                   | Ben Wade                |
| Harry Holman                   | Hodge                   |
| Chief Thundercloud             | Chefe Tahlequah         |
| Lawrence Tierney               | Jesse James             |
| Tom Tyler                      | Frank James             |
| Steve Brodie                   | Bob Dalton              |
| Elmo Lincoln (não-creditado)   | Dick Broadwell          |
| Neal Hart (não-creditado)      | Homem na cidade         |
| Kermit Maynard (não-creditado) | Carson                  |
| Monte Montague (não-creditado) | Atendente do bar        |

## Literatura
- HARDY, Phil, The Encyclopedia of Western Movies, Londres: Octopus Books, 1985 (em inglês)